# Fannie Thomas
Francis Leora "Fannie Leona" Thomas (14 de abril de 1867 - 22 de enero de 1981) fue una supercentenaria estadounidense validada que fue la segunda persona validada viva de mayor edad del mundo y la segunda persona validada de mayor edad en el momento de su muerte, después de Eliza Underwood .

## Biografía
Francis Leora nació en Denver, condado de Hancock, Illinois, EE. UU., el 14 de abril de 1867. Tenía una hermana llamada Marietta. Cuando tenía unos 30 años, trabajaba como propietaria de una tienda de sombreros. Además de vender sombreros, también se dedicaba al negocio inmobiliario y dirigía una granja de frutas en Idaho.
Vivió con Marietta en Los Ángeles entre 1920 y 1927 hasta su muerte. Los secretos de Fannie Thomas para la longevidad fueron comer puré de manzana tres veces al día y no casarse. También declaró (en su 113.° cumpleaños) que no entendía el gran alboroto por ser la persona viva más longeva del mundo.
También fue la última persona sobreviviente nacida durante la presidencia de Andrew Johnson.
Thomas murió el 22 de enero de 1981, a la edad de 113 años y 283 días (la propia Fannie afirmaba que era diez días más joven). La causa de su muerte fue una neumonía.
La longevidad era una característica común entre Fannie y sus hermanas. Su hermana mayor, Marietta, vivió hasta los 101 años y su hermana mayor, Lucy, hasta los 102. El único hermano de Fannie, William, vivió hasta los 91 años.
- Datos: Q131559331